# Pyuria
Pyuria ist eine finnische Death-Metal-Band aus Turku, die im Jahr 1996 gegründet wurde.

## Geschichte
Die Band wurde Ende 1996 gegründet. In den folgenden Jahren erschienen diverse Demos, während die Besetzung der Gruppe mehrfach wechselte. Im Jahr 2005 unterzeichnete die Gruppe ihren ersten Plattenvertrag bei Rising Realm Records, ehe das Debütalbum Calliphora Vomitoria Introitus erschien. Das Album wurde zwar weltweit veröffentlicht, wobei die Veröffentlichung in den USA über Crash Music Inc. erfolgte, jedoch war die Veröffentlichung in Europa nur sehr spärlich und in Finnland selbst gar nicht erfolgt. Dadurch war die Gruppe auch weiterhin in ihrer Heimat größtenteils unbekannt, worauf alle Mitglieder bis auf eines die Gruppe verließen. Im Jahr 2007 wechselte die Gruppe zu Violent Journey Records, worüber das zweite Album Oubliette Ontology veröffentlicht wurde, wobei es dieses Mal auch in Finnland erschien. Danach verließen erneut einige Mitglieder die Gruppe. Im Jahr 2011 nahm die Band ihr drittes Album namens Incarnadine Revelry auf. Veröffentlicht wurde das Album im Jahr 2012 erneut bei Violent Journey Records.

## Stil
Laut Sebastian Schilling vom Legacy bilde US-amerikanischer Death Metal wie der von Immolation das Grundgerüst für die Lieder auf Incarnadine Revelry. Somit sei die Basis „also technisch-vertrackt, während die Melodien verdreht und bösartig sind, was eine unheilige Atmosphäre kreiert“. Jedoch die „groovigen Parts erinnern besonders durch den knarzig-erdigen Gitarrensound an Morbid Angel zu „Covenant“-Zeiten“.

## Diskografie
- 1997: Pyuria (Demo, Eigenveröffentlichung)
- 1998: Suprapubic Pain (Demo, Eigenveröffentlichung)
- 1999: Baroquean Menuets for Oesophagus (EP, Eigenveröffentlichung)
- 2003: Sublime Metrics Reallocation (EP, Eigenveröffentlichung)
- 2005: Calliphora Vomitoria Introitus (Album, Rising Realm Records)
- 2007: Oubliette Ontology (Album, Violent Journey Records)
- 2012: Incarnadine Revelry (Album, Violent Journey Records)